# RKKY-Wechselwirkung
Die Ruderman-Kittel-Kasuya-Yosida-Wechselwirkung (RKKY-Wechselwirkung, nach Malvin Avram Ruderman, Charles Kittel, Tadao Kasuya und Kei Yosida) beschreibt den indirekten Austausch zwischen den lokalisierten magnetischen Momenten der Atome eines Metalles. Die Kopplung der magnetischen Momente erfolgt über die Polarisation des Spins der Leitungselektronen. Sie spielt eine Rolle bei Systemen, deren magnetisches Moment durch stark lokalisierte Elektronen der inneren Schale hervorgerufen wird, zum Beispiel bei 4f-Elektronen bei seltenen Erden. Aufgrund der starken Lokalisierung ist die Überlappung der Atomorbitale im Kristallgitter verschwindend klein. Die RKKY-Wechselwirkung besitzt im Vergleich zum Superaustausch oder zu direkten Austauschwechselwirkungen eine größere Reichweite. Da der Kopplungsmechanismus (die Spinpolarisation) oszillatorisches Verhalten zeigt, ordnet der Festkörper je nach Abstand der Atome ferromagnetisch oder antiferromagnetisch.
Vereinfacht könnte man sich dies etwa folgendermaßen vorstellen: kommt ein Elektron in die Nähe eines magnetischen Atoms, richtet es seinen Spin nach diesem aus. Bewegt sich das Elektron nun weiter durch den Festkörper, kann die Spinpolarisation des Elektrons wiederum eine Ausrichtung des magnetischen Momentes eines der nächsten Atome bewirken.